# 蓉草
蓉草（学名：Leersia oryzoides）为禾本科假稻属下的一个种，原產於歐洲、亞洲和北美洲，並引入許多其他國家，例如澳大利亞。最大高度可達1至1.5米，葉片長達約28厘米，邊緣非常粗糙，成鋸齒狀。

## 扩展阅读
- 維基物種上的相關：蓉草